# Wong Kar-wai
Wong Kar-wai (čínsky znaky 王家衛, * 17. července 1956, Šanghaj, Čína) je hongkongský filmový režisér, scenárista a producent. Poznávacím znamením jeho filmů je promyšlená výtvarná koncepce jednotlivých scén, kde barvy, světlo a hudba hrají stejně významnou roli jako samotní herci. Je držitelem mnoha filmových cen, které mu byly uděleny jak na domácí scéně, tak na mezinárodních filmových festivalech.

## Život a kariéra

### Mládí a studia
Narodil se v roce 1956 v Šanghaji. V roce 1963 se s rodiči přestěhoval do Hongkongu. Protože ovládal pouze mandarínštinu, trávil s matkou spoustu hodin v kině, aby se naučil též kantonštinu.
Po ukončení základní a střední školy studoval dva roky grafický design na hongkongské univerzitě (Hong Kong Polytechnic University). Poté v roce 1980 navštěvoval kurzy pořádané místní televizní stanicí (TVB), kde se později stal asistentem produkce. Pak pracoval jako scenárista v produkční společnosti známého hongkongského herce a producenta Alana Tanga.

### Soukromý život
Wong Kar-wai je ženatý, s manželkou Esther mají jednoho syna (*2004).

### Kariéra

#### Režisér
Wongovým režisérským debutem bylo poetické gangsterské melodrama As Tears Go By (Wong gok ka moon), film z roku 1988, kde se ještě neprojevuje vizuální stylizace v takové míře, jako v jeho dalších filmech. Další film z roku 1990, retro milostná romance ze 60. let. s názvem Days of Being Wild (A Fei jing juen) mu vysloužil v Hongkongu přízvisko „rebel bez příčiny“.
V 90. letech úzce spolupracoval s producentem Jetem Tonem, který produkoval jeho další filmy. Mezi ně patřily i tři kultovní snímky z let 1994–1995 Chungking express (Chongging senlin), příběh o obtížnosti smysluplné komunikace mezi lidmi a navazování trvalých vztahů v moderní společnosti; film žánru wu-sia Ashes of Time (Dung che sai duk), který je příběhem potulných šermířů a který byl jako redux (navrácený) uveden v roce 2008 pod českým názvem Na východě ďábel, na západě jed a surrealistický krimi film z prostředí nájemných zabijáků Fallen Angels (Duo luo tian shi).
Dílo režiséra Wonga se kromě propracované vizuální stránky vyznačuje žánrovou pestrostí a stabilním týmem oblíbených herců a hereček, které opakovaně obsazuje do svých filmů. Mezi ně se řadí i známý herec Andy Lau nebo jedna z nejpopulárnějších mladých čínských hereček Čang C'-i.
Wong Kar-wai byl jako první čínský režisér přizván v roce 1996 do mezinárodní poroty MFF v Cannes. O rok později, v roce 1997, zde obdržel cenu za nejlepší režii svého filmu Happy Together (Cheun gwong tsa sit). Film je otevřeným pohledem do života dvou osob stejného pohlaví, čínských gayů, kteří se dobrovolně rozhodnou opustit svou vlast a řeší své vztahové i existenční problémy ve vzdáleném Buenos Aires.
V roce 2000 natočil snímek In The Mood For Love (Fa yeung nin wa), křehkou romanci o nenaplněné lásce dvou zadaných lidí v Hongkongu 60. let. Za tento film obdržel prestižní filmovou cenu César za nejlepší zahraniční film.
První anglicky mluvený film s názvem My Blueberry Nights (v ČR uvedený pod názvem Moje borůvkové noci, v anglickém znění s českými titulky), natočil režisér v roce 2007. Do hlavní role obsadil oblíbenou americkou písničkářku Norah Jones, hlavní mužskou roli si zahrál Jude Law. Velkou hereckou příležitost dostaly i další hollywoodské hvězdy, herec David Strathairn a herečky Natalie Portmanová a Rachel Weisz. V neobvyklé road movie se dva mladí lidé, kteří se právě setkali, snaží překonat bolestný rozchod s blízkým člověkem, hledají cestu k sobě samým i k druhým lidem a tím i možnost prožít novou, opravdovější lásku. Norah Jones nazpívala i soundtrack k filmu, skladbu s názvem The Story. Album My Blueberry Nights, obsahuje 14 skladeb, které zazněly ve filmu; produkoval ho známý americký hudebník a skladatel Ry Cooder.

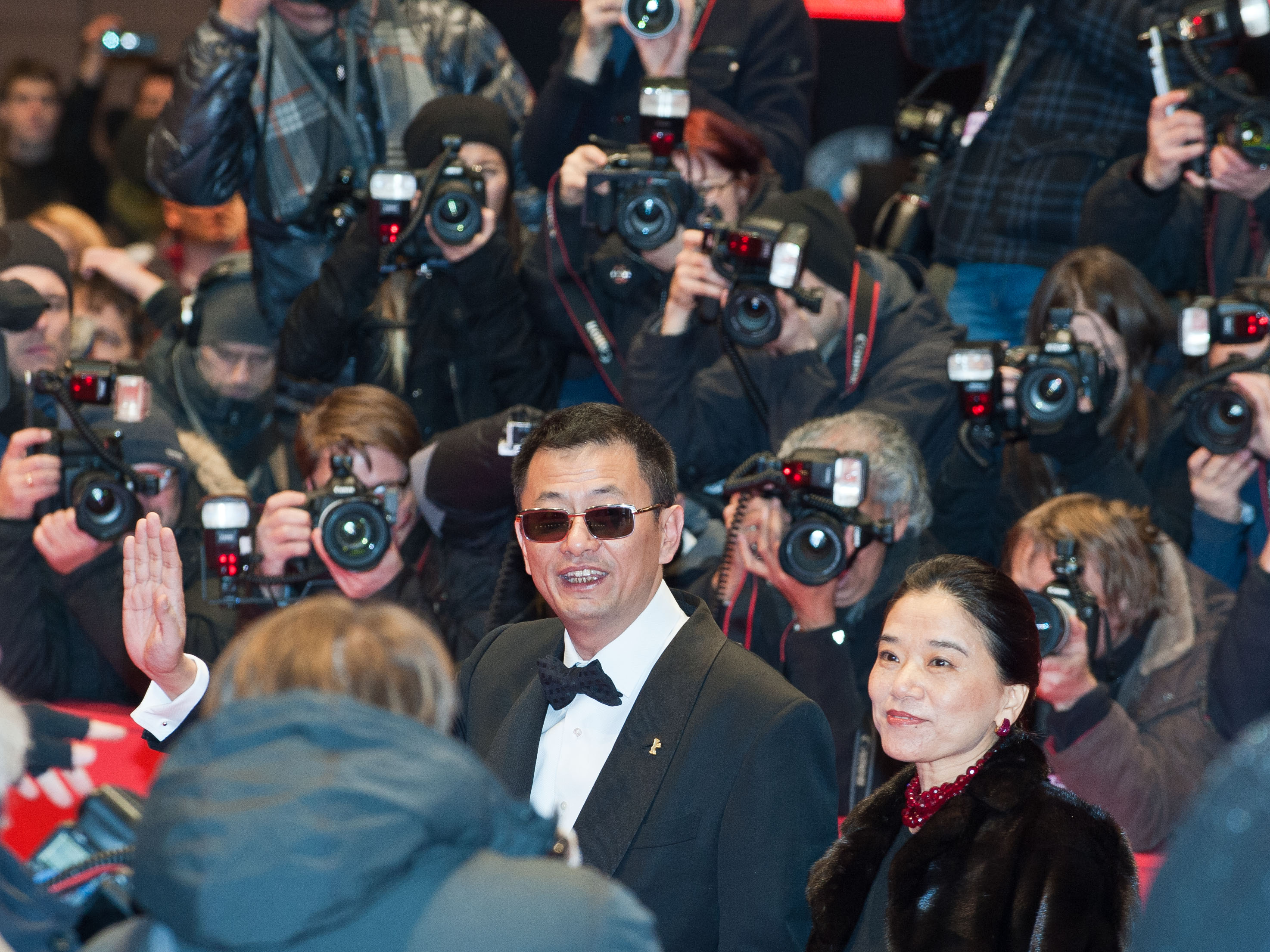
Wong Kar–wai na Berlinale v roce 2013

Wong Kar-Wai byl v roce 2006 předsedou mezinárodní poroty MFF v Cannes a v roce 2013 předsedou poroty 63. Berlinale.
Z roku 2013 je film ve stylu kung-fu s názvem The Grandmaster (Yi dai zong shi). Jedná se o poeticky zpracovaný životopis legendárního čínského mistra bojových umění Yip Mana.
Do režisérovy tvorby patří kromě celovečerních filmů také krátkometrážní filmy, televizní reklamy a videoklipy.
Kromě jiných reklam natočil v letech 2006 – 2007 i reklamy v Praze. Jednu na parfém Hypnôse Homme pro francouzskou kosmetickou značku Lancôme Paris s herci Clive Owenem a Dariou Werbowy a také soubor reklam pro SoftBank s hercem Bradem Pittem.
V roce 2002 pořídil videoklip ke skladbě Six Days, kterou produkoval DJ Shadow.

#### Scenárista
Kromě autorských a některých spoluautorských scénářů k vlastním filmům, je Wong Kar–wai autorem či spoluautorem scénářů k filmům jiných režisérů.

#### Producent
Producent Jet Tone, který produkoval Wongovy filmy na počátku jeho režisérské kariéry, mu postoupil všechna práva k produkční společnosti Jet Tone Films, Ltd. Wong Kar–wai se stal výkonným producentem s vlastní firmou, což mu zajistilo úplnou tvůrčí svobodu při realizaci filmových projektů. Kromě vlastních filmů produkoval i snímky svých kolegů, třeba úspěšný film Chinese Odyssey 2002 (Čínská odysea 2002), který režíroval hongkongský režisér, producent a jeho obdivovatel Jeffrey Lau.

## Dílo

### Filmografie

#### Celovečerní filmy (výběr)
Názvy filmů jsou uváděny v angličtině, v závorkách je uveden český ekvivalent anglického názvu, pokud je znám
- 1988 As Tears Go By
- 1990 Days of Being Wild
- 1994 Chungking Express
- 1995 Fallen Angels (Padlí andělé)
- 1997 Happy Together (Šťastni spolu)
- 2000 In the Mood for Love (Stvořeni pro lásku)
- 2004 2046
- 2007 My Blueberry Nights (Moje borůvkové noci)
- 2008 Ashes of Time:Redux (Na východě ďábel, na západě jed)
- 2013 The Grandmaster (Velmistr)

#### Krátké filmy
- 1996 wkw/tk/1996@7'55"hk.net
- 2000 Hua yang de nian hua
- 2001 The Hire: The Follow
- 2002 Six Days
- 2004 The Hand (část filmu Eros)
- 2007 I Travelled 9000 km to Give It to You (část filmu Chacun son cinéma : une déclaration d'amour au grand écran)
  - There's Only One Sun

#### Scénáře
- 1982 Once Upon a Rainbow
- 1983 Just for Fun
- 1984 Silent Romance
- 1985 Chase a Fortune
  - Intellectual Trio
  - Unforgettable Fantasy
- 1986 Sweet Surrender
  -  Rosa
  - Goodbye My Hero
- 1987 The Final Test
  - Final Victory
  - Flaming Brothers aka Dragon and Tiger Fight
  - The Haunted Cop Shop of Horrors
- 1988 The Haunted Cop Shop of Horrors 2
  - Walk On Fire
- 1990 Return Engagement
- 1992 Saviour of the Soul

#### Produkce
- 1987 Flaming Brothers aka Dragon and Tiger Fight
- 1993 The Eagle Shooting Heroes
- 1997 First Love: the Litter on the Breeze
- 2002 Chinese Odyssey 2002
- 2003 Sound of Colors

## Ocenění

### Řády
- 2006 Řád čestné legie (rytíř)
- 2013 Řád umění a literatury (komandér) [3]

### Filmové ceny (výběr)

#### domácí
- 1991 Days of Being Wild (nejlepší film a režie) – Hong Kong Film Awards
- 1994 Chungking Express (nejlepší film a režie) – Hong Kong Film Awards
  - Ashes of Time (nejlepší film, režie a scénář) – Hong Kong Film Critics Society Awards
- 2013 The Grandmaster (nejlepší film, režie a scénář) – Hong Kong Film Awards; (nejlepší film a režie) – Asian Film Awards

#### zahraniční
- 1991 Days of Being Wild (nejlepší režie) – Golden Horse Awards
- 1997 Happy Together (nejlepší režie) – Zlatá palma[4]
- 2000 In the Mood for Love (nejlepší zahraniční film) – César; National Society of Film Critics Award
- 2004 2046 (nejlepší zahraniční film) – New York Film Critics Circle Award